# Wyspy Furneaux

Grupa Furneaux

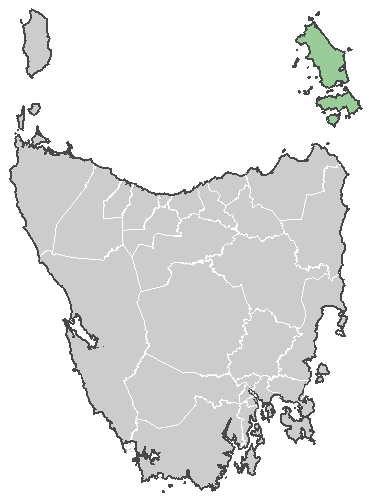
Wyspy Furneaux na mapie stanu Tasmania

Wyspy Furneaux (ang. Furneaux Group) – grupa 52 wysp we wschodniej części Cieśniny Bassa. Administracyjnie należy do stanu Tasmania. Jej nazwa pochodzi od nazwiska brytyjskiego odkrywcy Tobiasa Furneaux, który badał te tereny w 1773 r., dowodząc statkiem „Adventure” w czasie drugiej podróży Cooka w latach 1772–1774.
Do największych wysp grupy należą Wyspa Flindersa, Cape Barren oraz Clarke.
Na liczącej 140 000 hektarów Wyspie Flindresa od grudnia roku 1841 do lutego 1842 roku przebywał Paweł Edmund Strzelecki wykonując pomiary w rejonie Cieśniny Bassa, w celu sprawdzenia dokładności map. W dniu 13 stycznia 1842 Strzelecki wspiął się na najwyższe wzniesienie tej wyspy liczące 756 m, nazwane Górą Strzeleckiego. Największą atrakcją wyspy jest liczący 4200 ha Park Narodowy Strzeleckiego.
W regionie znajduje się pięć kolonii: Killiecrankie, Emita, Whitemark, Lady Barron i Cape Barren oraz osada Whitemark na Wyspie Flindersa, która stanowi centrum administracyjne całego regionu.